# Trichoplusia sogai
Trichoplusia sogai là một loài bướm đêm trong họ Noctuidae.